# Izan Merino
Pour les articles homonymes, voir Merino.
Izan Merino, né le 15 avril 2006 à Málaga, est un footballeur espagnol qui joue au poste de milieu de terrain au Málaga CF.

## Biographie

### Carrière en club
Né à Málaga en Espagne, Izan Merino est formé par le Málaga CF, où il commence sa carrière senior avec l'équipe reserve en championnat d'Espagne de cinquième division dès 2022.
Il joue son premier match avec l'équipe première du club le 6 décembre 2023, lors d'une victoire 1-0 contre le CD Eldense en Copa del Rey.

### Carrière en sélection
En juin 2025, Merino est convoqué avec l'équipe d'Espagne des moins de 19 ans pour participer au Championnat d'Europe des moins de 19 ans qui a lieu en Roumanie.
L'Espagne l'emporte en demi-finale contre l'Allemagne, sur le score de 6-5 après des prolongations et un match riche en retournements,. Elle s'incline ensuite face aux Pays-Bas lors de la finale, sur la plus petite des marges (0-1),.

## Palmarès
Espagne -19 ans
- Championnat d'Europe
  - Finaliste en 2025